# Ping-Pong-Effekt (Medizin)
Als Ping-Pong-Effekt bezeichnet man eine erneute Infektion mit einer sexuell übertragbaren Krankheit durch den Partner, der entweder verspätet oder überhaupt nicht behandelt wurde. Der Krankheitserreger wird hier, vergleichbar mit dem Ball beim Tischtennis, vom einen Partner zum anderen Partner „zurückgespielt“. Zur erfolgreichen Behandlung einer sexuell übertragbaren Infektion und um einen Ping-Pong-Effekt zu verhindern, müssen beide Personen gleichzeitig therapiert werden. Auf Geschlechtsverkehr sollte während dieses Zeitraums verzichtet werden.
Oftmals wird bei einer Ping-Pong-Infektion von einem „Rezidiv“ gesprochen, da die erneute Ansteckung jedoch nach einer vollständigen Vernichtung aller Viren bzw. Bakterien bzw. parasitären Insekten stattgefunden hat, spricht man hier besser von einer „Reinfektion“.
Auch wenn diese Bezeichnung im Bereich der Geschlechtskrankheiten am gebräuchlichsten ist, wird der Ping-Pong-Effekt auch bei anderen Infektionskrankheiten beobachtet.